# هایدن هولیس

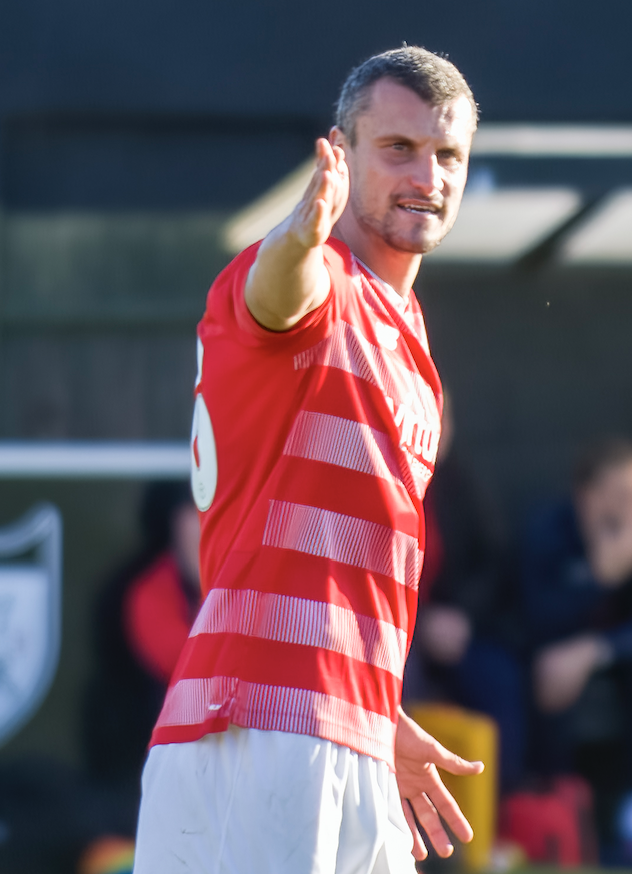
هایدن هولیس - ۲۰۲۲

هایدن هولیس (انگلیسی: Haydn Hollis؛ زادهٔ ۱۴ اکتبر ۱۹۹۲) بازیکن فوتبال اهل بریتانیا است.
از باشگاه‌هایی که در آن بازی کرده‌است می‌توان به باشگاه فوتبال دارلینگتون، باشگاه فوتبال بارو، و باشگاه فوتبال نوتس کانتی اشاره کرد.